# Stiletto (Lita Ford)
Stiletto è il quarto album di Lita Ford, pubblicato nel 1990 per l'Etichetta discografica RCA Records.

## Tracce
1. Your Wake Up Call (Chapman, Ezrin, Ford, Grombacher, Nossov) 1:59
2. Hungry (Ehmig, Ford) 4:57
3. Dedication (Chapman) 3:34
4. Stiletto (Ford, Knight) 4:37
5. Lisa (Ehmig, Ford) 4:45
6. The Ripper (Ezrin, Ford) 5:20
7. Big Gun (Ford, Grombacher, Nossov) 4:37
8. Only Women Bleed (Cooper, Wagner) 6:03 (Alice Cooper Cover)
9. Bad Boy (Ford, Spiro) 3:59
10. Aces & Eights (Ford, Grombacher, Savigar) 4:20
11. Cherry Red (Ehmig, Ford) 4:09
12. Outro (Ezrin, Ford, Grombacher, Nossov) 1:56

## Lineup
- Lita Ford - Voce, Chitarra
- Donnie Nossov - Basso
- Myron Grombacher - Batteria
- David Ezrin - Tastiere

### Altri musicisti
- Tim Lawless - Cori
- Ozzie Melendez - Cori
- Kevin Osbourne - Cori e Trombone
- Mike Chapman - Cori
- Barry Danielian - Tromba
- Pablo Calogero - Sassofono baritono
- Richie Cannata - Sassofono tenore